# Stavešinski Vrh
Stavešinski Vrh este o localitate din comuna Gornja Radgona, Slovenia, cu o populație de 167 de locuitori.